# A Adoração dos Magos (Leonardo da Vinci)
A Adoração dos Magos (em italiano Adorazione dei Magi) é a  grande pintura de Leonardo da Vinci, que a deixou inacabada (apenas com aguadas de tinta), por ocasião de sua partida para Milão.
Foi feita entre 1481 e 1482, em óleo sobre madeira, e mede 246cm x 243cm. Foi encomendada pelos monges da Igreja de São Donato de Scopeto, em Florença. Para este trabalho os monges e seu pai desenvolveram um contrato que o obrigasse a terminar mas o que não foi possível, em parte, provavelmente, por seu perfeccionismo.
Leonardo usou com sabedoria sua técnica de jogo de luz e sombra, estimulando a imaginação do observador e gerando uma ilusão de profundidade. Foi durante sua estadia no Ateliê de Verrocchio que Da Vinci aprendeu a criar perspectivas.
Também esta obra mostra o domínio de Leonardo da anatomia  humana. Todos os elementos obrigam o olhar para o centro onde estão as figuras da Madona e o menino, seguindo uma espiral em sentido horário para seguir a narrativa.

## Importância
De acordo com a historiadora da arte Elisa Byington, o quadro Adoração dos magos se tonou um dos mais influentes de toda a história da arte ocidental. Byington explica que a pintura é uma espécie de "caderno de anotações" onde o pintor fez diversos testes e tornou a obra uma novidade revolucionária: "O quadro marcou o gosto dos artistas e dos mecenas de maneira definitiva, transformando-se em novo cânone compositivo e narrativo para o Alto Renascimento".